# 虚閭権渠単于
虚閭権渠 単于（呉音：ころごんご ぜんう、漢音：きょりょけんきょ ぜんう、拼音：Xūlǘquánqú Chányú、? - 紀元前60年）は、中国前漢時代の匈奴の単于。狐鹿姑単于の子。壺衍鞮単于の弟。虚閭権渠単于というのは単于号で、姓は攣鞮氏、名は不明。

## 生涯
地節2年（前68年）、虚閭権渠単于は即位すると、右大将の娘を大閼氏（だいえんし：皇后）とし、先代の顓渠閼氏を退けた。顓渠閼氏の父の左大且渠はこのことを怨んだ。この時の匈奴は辺寇ができないほど衰弱していたので、漢は外城を廃止し、百姓を休めた。虚閭権渠単于はこれを喜んで聞き、貴人を招いて漢との和親を求めた。左大且渠はその事を心害し、呼盧訾王とともに各万騎を率いて南の長城付近で猟をすることを請願し、互いに出迎えともに入る。一行がまだ到着しないうちに、3騎は漢に亡命し、匈奴に寇略したいと言った。ここにおいて宣帝は詔で辺境の騎兵を発して要害処に駐屯し、大将軍・軍監・治衆ら4人に5千騎を率いさせ、捕虜を各数10人捕えて帰還した。時に匈奴はその3騎を亡くしたので、侵入せず兵を引いた。この年、匈奴では飢饉となり、人民・畜産16～17が死んだ。また両屯の各万騎を発して漢の来襲に備えた。その秋、匈奴は甌脱（おうだつ）と戦い、衆を殺傷したので、漢に降った。
地節3年（前67年）、西域の城郭諸国（オアシス都市）は匈奴を挟撃して、車師国を奪取し、その王及び民衆を捕えて去る。虚閭権渠単于は車師王昆の弟の兜莫を車師王とし、その余民を収めて東に移住させ、あえて故地に住まわせなかった。漢は屯士を派遣して車師の地を開墾した。
地節4年（前66年）、匈奴は西域諸国を怨んで車師を撃ち、左右大将の各万余騎を派遣して田右地に駐屯し、烏孫・西域に侵攻しようと考えた。
元康4年（前62年）、匈奴は左右薁鞬の各6千騎を派遣して、左大将とともに再び漢の田車師城者を撃ったが、降すことができなかった。
神爵元年（前61年）、丁令は3年連続で匈奴に侵攻し、人民数千を殺略し、馬畜を駆って去った。匈奴は万余騎を派遣してこれを撃ったが、何も得ることなく帰還した。
神爵2年（前60年）、虚閭権渠単于は10万余騎を率いて長城近辺で猟をした際、漢の辺境を荒らしたくなった。虚閭権渠単于がまだ来ないうちに、題除渠堂は漢にこのことを伝えて亡命した。漢は彼を鹿奚盧侯とし、後将軍の趙充国を派遣して4万余騎を率いて縁辺九郡に駐屯して匈奴に備えさせた。数日後、虚閭権渠単于は病で吐血したので、侵攻を取りやめた。虚閭権渠単于は題王都犁胡次らを漢に送って和親を請願したが、その報が届く前に虚閭権渠単于は死去してしまった。

## 子
- 郅支単于（呼屠吾斯）
- 呼韓邪単于（稽侯狦）
- 右谷蠡王

## 参考資料
- 『漢書』（匈奴伝上）